# 大汉山国家公园
大汉山国家公园（意思就是「國家公園」）位于马来西亚半岛，成立于1938年/1939年，当时名为乔治五世国家公园。马来西亚独立后，更其名为“国家公园”，因大汉山座落于此，所以别名大汉山国家公园。占地4343平方公里，拥有世界上最古老的热带雨林。
国家公园坐落于彭亨、吉兰丹和登嘉楼三州交界处，分属三州管辖，各地分别遵循所属州的法律，其中以彭亨所占部份最大，共2477平方公里；吉兰丹部份占1043平方公里；登嘉楼部份占853平方公里。
公园地处大汉山脉之中，该处的热带雨林已有一亿三千万年的历史，约在白垩纪时已经形成，比刚果和亚马逊热带雨林还要古老，因此其生物多样性相当丰富。
大汉山国家公园的生态景观已成为马来西亚著名的旅游项目。公园内具有多处地质学和生物学景点。大汉山是西马的最高峰，公园内还存在着许多珍稀的动物，如马来亚虎、食蟹猴、苏门答腊犀牛、大眼斑雉、红原鸡、印度野牛和亚洲象等。特别是极其稀少的鳳冠孔雀雉在此亦有分布。大汉河（Sungai Tahan）也是濒危物种吉罗鱼（Tor tambroides）的保护地。
瓜拉大汉（公园彭亨区总部所在地）附近的还有其他一些景点，包括冠层天桥、耳朵洞（Gua Telinga）、Berkoh瀑布等。
所有来到大汉山国家公园的游客都必须得到野生生物及国家公园局的许可。

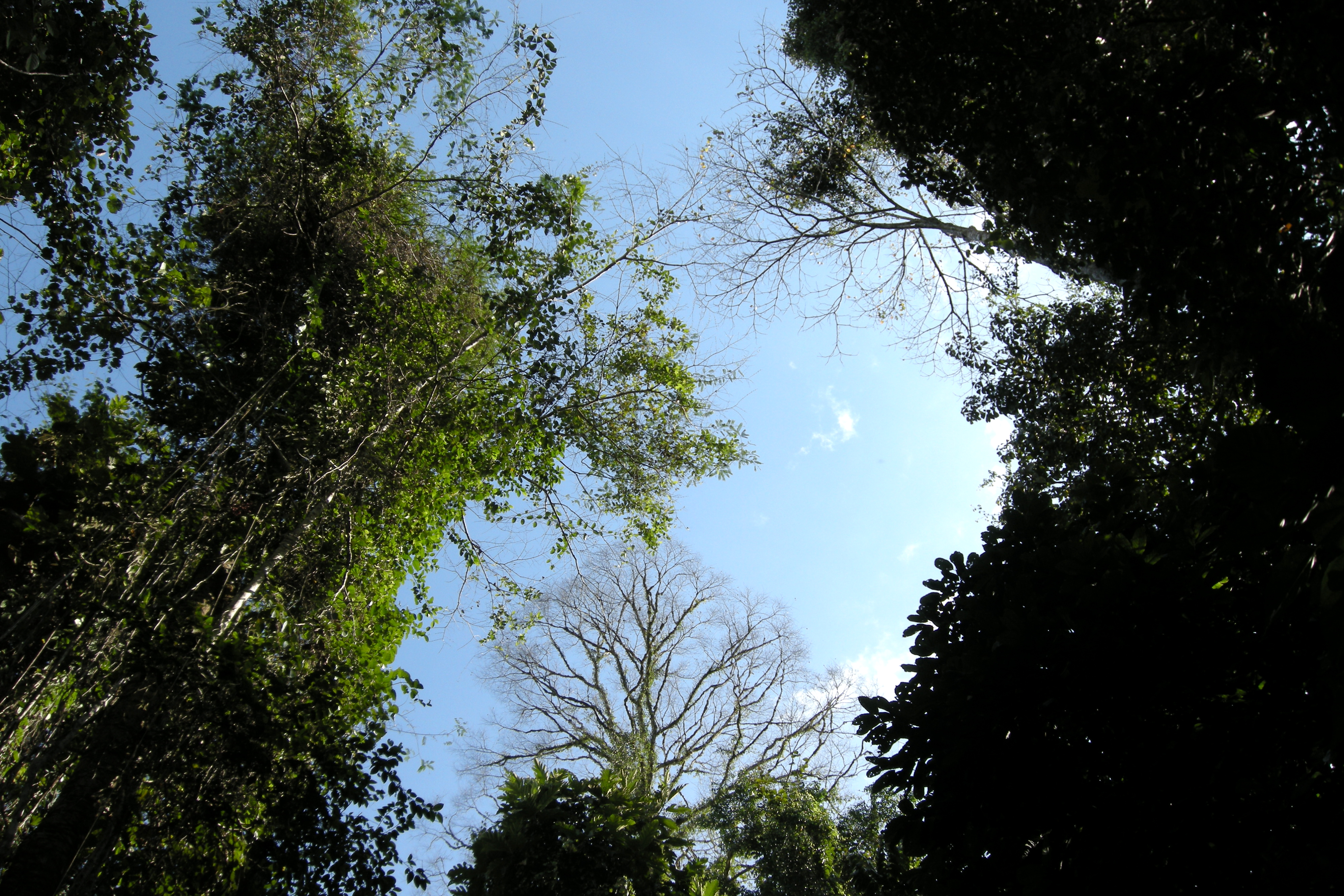
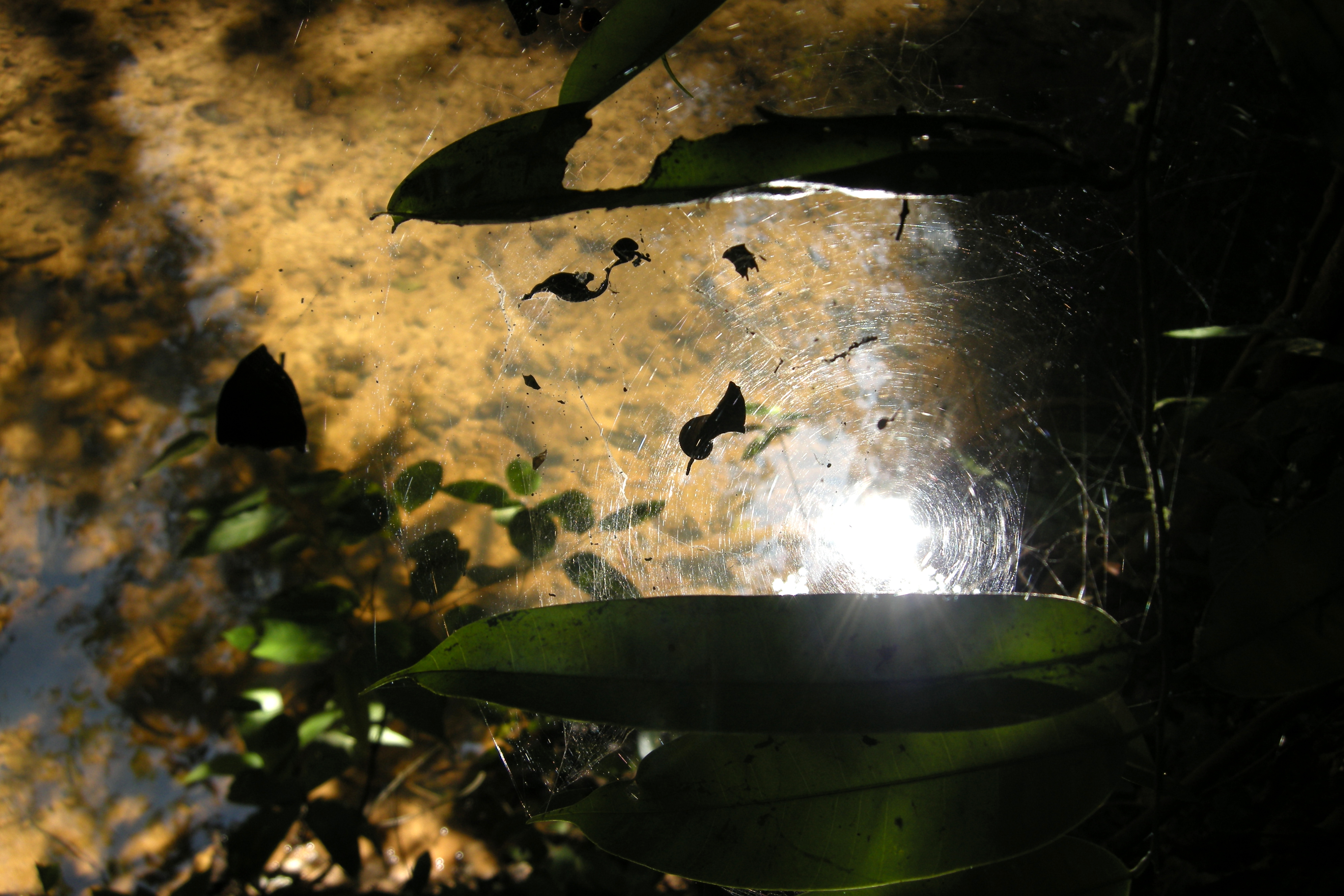
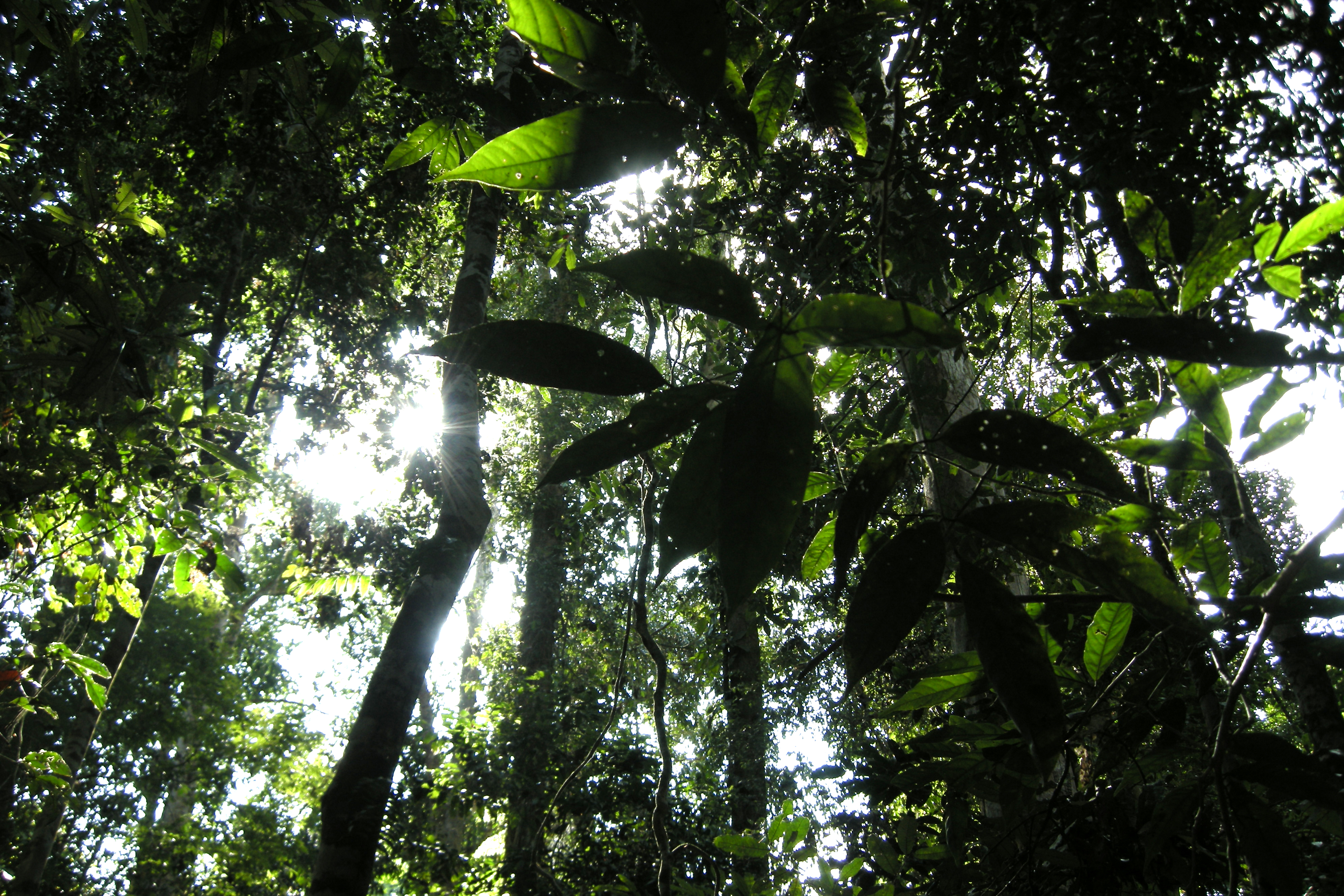
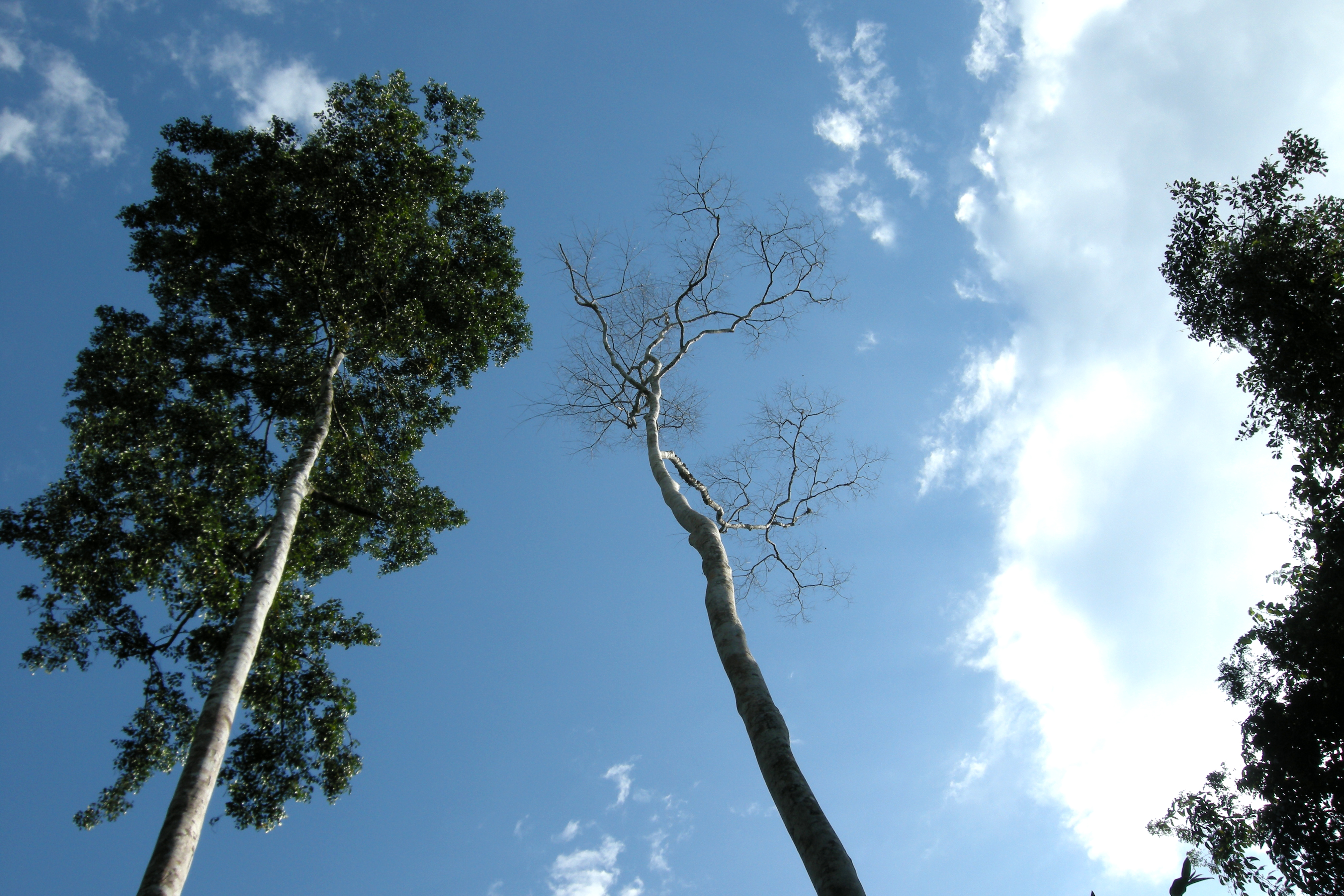
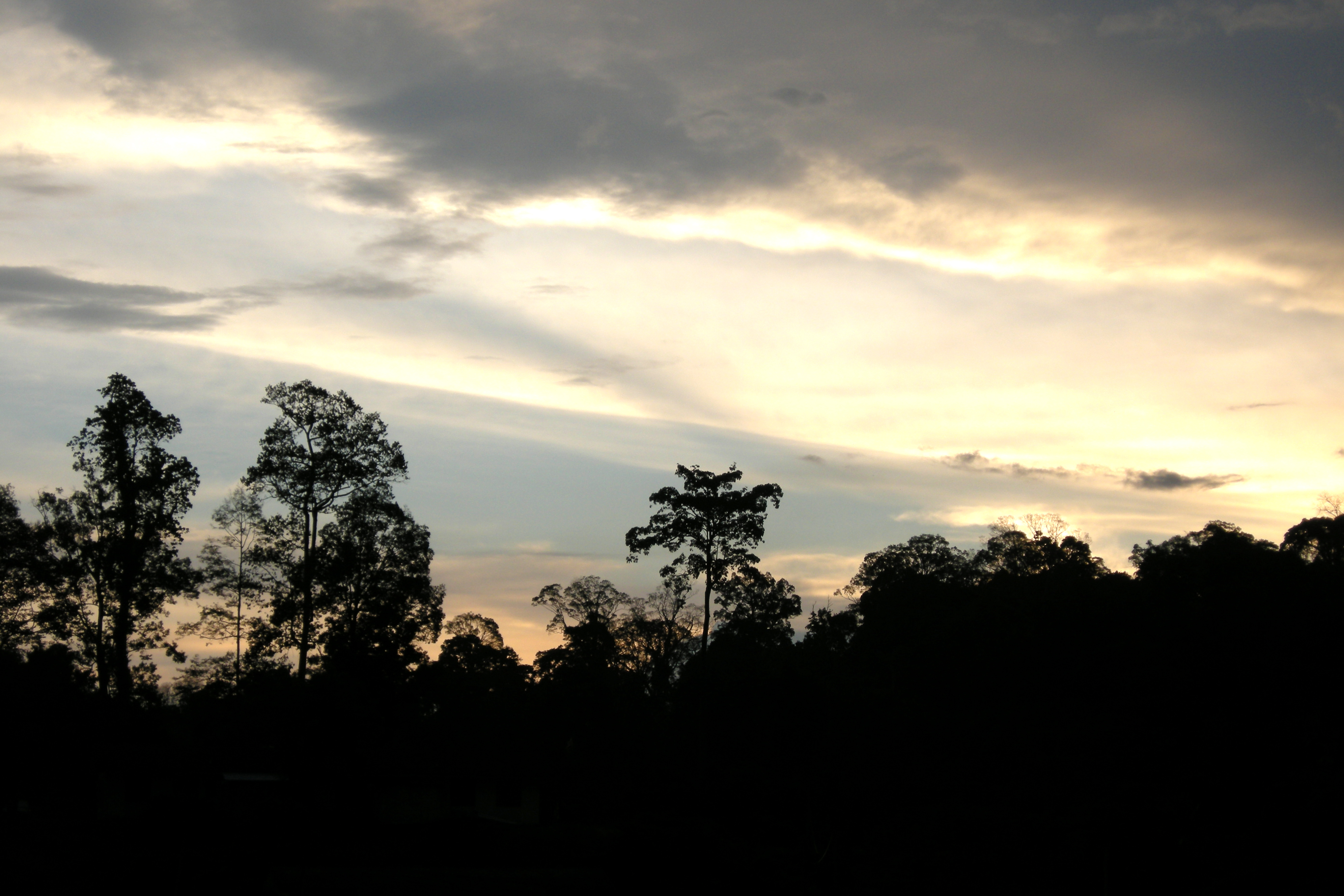